# كارول ويلد
كارول ويلد (بالإنجليزية: Carol Weld)‏ هي صحفية أمريكية، ولدت في 19 مارس 1902 في نيويورك في الولايات المتحدة، وتوفيت في 31 مارس 1979 في ميامي في الولايات المتحدة.